# Neritos gibeauxi
Neritos gibeauxi là một loài bướm đêm thuộc phân họ Arctiinae, họ Erebidae.